# Gjinaj
Gjinaj é uma comuna (em albanês:  komuna) da Albânia localizada no distrito de Has, prefeitura de Kukës.